# Lamprófiro
Lamprófiro é uma rocha ígnea ultrapotássica, pouco comum, que ocorre em pequenos volumes sob a forma de diques, lopólitos, lacólitos, filões ou pequenas intrusões. Trata-se de uma rocha alcalina sub-saturada em sílica, ultramáfica, com teor de óxido de magnésio > 3%, contendo ainda óxido de potássio e com teores elevados de óxido de sódio, níquel e cromo.